# Тюлюбаев, Адлет Амангельдиевич
Адлет Амангельдиевич Тюлюбаев (27 ноября 1995, Русская Поляна, Русско-Полянский район, Омская область, Россия) — российский борец греко-римского стиля, бронзовый призёр чемпионата Европы 2024 года, призёр чемпионатов России. Победитель рейтингового турнира в Венгрии 2025 года 

## Спортивная карьера
В марте 2015 года на чемпионате России в Санкт-Петербурге занял 5 место. В июне 2016 года в Грозном завоевал бронзовую медаль чемпионата России. В ноябре 2019 года одержал победу на 39-м всероссийском турнире в Барнауле. В сентябре 2021 года в Новосибирске одержал победу на международном турнире памяти Александра Нестеренко. В феврале 2022 года в Суздале в финале чемпионата России уступил Абуязиду Манцигову и завоевал серебряную медаль. В сентябре 2023 года был отобран в состав сборной России на чемпионат мира 2023 в Белграде (Сербия). В феврале 2024 года стал бронзовым медалистом чемпионата Европы в Бухаресте (Румыния).

## Основные достижения
- Чемпионат России по греко-римской борьбе 2015 — 5;
- Чемпионат России по греко-римской борьбе 2016 — ;
- Чемпионат России по греко-римской борьбе 2022 — ;
- Чемпионат России по греко-римской борьбе 2023 — ;
- Чемпионат Европы по борьбе 2024 — ;
- Чемпионат России по греко-римской борьбе 2025 — ;

## Личная жизнь
В 2022 году магистрант факультета физической культуры, реабилитации и спорта Омского государственного университета имени Ф. М. Достоевского.